# Vergas
Vergas è un comune degli Stati Uniti d'America, situato nello Stato del Minnesota, nella Contea di Otter Tail.

## Storia
La comunità fu fondata nel 1903 come Altona, ma cambiò rapidamente il suo nome come quello della stazione della Soo Line Railroad, che aveva preso il nome da una serie di carrozze letti che viaggiavano tra Minneapolis, Minnesota e Winnipeg, Manitoba.